# معركة الرقعي
معركة الرقعي هي معركة اندعلت في 28 يناير 1928 بين القوات الكويتية بقيادة الشيخ على الخليفة الصباح والشيخ علي السالم الصباح ومجموعة من قوات الإخوان بقيادة علي بن عشوان بالرقعي وذلك خلال غارات الأخوان على مناطق شمال نجد.

## الأسباب
كانت قوّات الإخوان النجديّة تشنّ الغارات على القبائل الحدودية في العراق والكويت والأردن وقد قامت قوّة من الإخوان مؤلفة من 400 رجل في 28 يناير 1928 بمهاجمة قبائل عريبدار بالقرب من الكويت، وغنموا منهم ما وصلت إليه أيديهم من إبل وأغنام  وحينما بلغت أنباء الهجوم حاكم الكويت الشيخ أحمد الجابر الصباح أمرَ بملاحقتهم واسترجاع المسلوبات وأرسل قوّاته في نفس اليوم إلى الجهراء للانطلاق منها لتتّبع الإخوان وقد زوّدت القوات الكويتية بنحو 25 سيارة  من سيارات الشركة الكويتية العراقية للسيارات.

## التسمية
تمت تسمية المعركة بـ "معركة الرقعي" تيمنًا بقائدها علي خليفة الذي مر بمورد الماء الذي تم اكتشافه في تلك المنطقة. ومن ثم، أطلق اسم الرقعي على المنطقة الرقعي بعد أن خاضت الكويت هذه المعركة .

## مكان المعركة
بدأت الحادثة بسلب بعص الرجال العْبيّات من قبيلة مطير إبل بعض الكويتيين في مكان يقال عنه كراع المرو في غرب الكويت، فلحقتهم القوات الكويتية حتى أدركتهم في مكان يقال له الرقعي، ويقع شمال مدينة حفر الباطن السعودية، ويبعد عنها في حدود (90 كم)، وهو موقع مجاور للحدود الكويتية.
وكراع المرو، هو عبارة عن مرتفع مستطيل، يمتد من الشرق إلى الغرب في وسط أراضي دولة كويت، وتحديدًا شمال الجهراء بين الزقلة واللياح وتبعد مسافة 9 أميال من الجهراء وتمتد مسافة 15 ميل ويتراوح ارتفاعها ما بين 250 قدم و300 قدم وبها مراعي للإبل ولا يوجد بها آبار ماء، لكنها غنية بحجارة المرو.

## المعركة
تقدمت القوات الكويتية المحمولة بالسيارة من الجهراء متجهة إلى الرقعي لملاحقة الإخوان واستطاعت 15 سيارة من أصل 25 سيارة خرجت من الجهراء الوصول إلى الرقعي حيث وصلوها الساعة الرابعة من فجر 28 يناير، وكانت كل السيارة تحمل على متنها 9 مقاتلين. اشتبكت القوة مع الإخوان في الرقعي وخلال القتال أُصيب قائد القوة الشيخ علي الخليفة الصباح بجراح وانسحبت القوة راجعة للكويت. وصل الشيخ علي السالم الصباح لمكان المعركة بعد انتهاء الاشتباك بسبب عطل في سيارته فأمر مرافقيه بالتقدم إلى حفر الباطن ووصل إلى حفر الباطن واشتبك مع الإخوان وحوصر الشيخ علي السالم الصباح بسبب أن سيارته علقت في الرمال ونفذت منه الذخيرة مما أدّى إلى استسلامه وقُتل صبرا مع مرافقيه.

## الشخصيات البارزة في المعركة
من الشخصيات التي برزت في معركة الرقعي : 
- الشيخ علي الخليفة الصباح، هو الشيخ علي بن خليفة بن عبد الله بن صباح، وُلد في 1 يناير 1879. والده الشيخ خليفة العبد الله الصباح كان أحد شهداء معركة الصريف عام 1901. عُرف الشيخ علي بشجاعته وإقدامه، فكان قائدًا عسكريًا بارزًا ورئيس هيئة أركان الحرب للقوات الكويتية أثناء حرب الإخوان. شارك في عدة معارك حاسمة، من أبرزها معركة الجهراء، ومعركة الرقعي، ومعركة هدية، حيث ضرب المثل في الشجاعة والبطولة. توفي في الكويت في 1 يناير 1942 عن عمر ناهز 63 عامًا، تاركًا إرثًا من الفخر والبطولة في تاريخ الكويت.[5][6]

- الشيخ علي السالم الصباح، وُلد عام 1898، وهو نجل حاكم الكويت التاسع الشيخ سالم مبارك الصباح من زوجته الشيخة لطيفة حمود صباح الصباح. رزق بولدين هما جابر وسالم العلي السالم الصباح. كان الشيخ علي السالم أحد أبطال معركة الرقعي، حيث استشهد في 28 يناير 1929 بعد أن نفذت ذخيرته وتعطلت سيارته وانغرزت في الرمال، فوجد نفسه محاصرًا من قوات العدو، ليسطر بذلك ملحمة بطولية في الدفاع عن الوطن.

- علي بن عشوان المطيري، هو علي بن رفاعي بن مسدر بن عشوان، من قبيلة مطير، وأحد قادة إخوان من طاع الله، كان له دور بارز في معركة السبلة، كما شارك في معركة الجهراء.

توفي بعد وقعة شعيب عام 1348ه، حين واجهته سيارات مسلحة تابعة لابن سعود، فتم القضاء عليه في حينه، مختتمًا مسيرته بمواجهة حتى اللحظة الاخيرة.

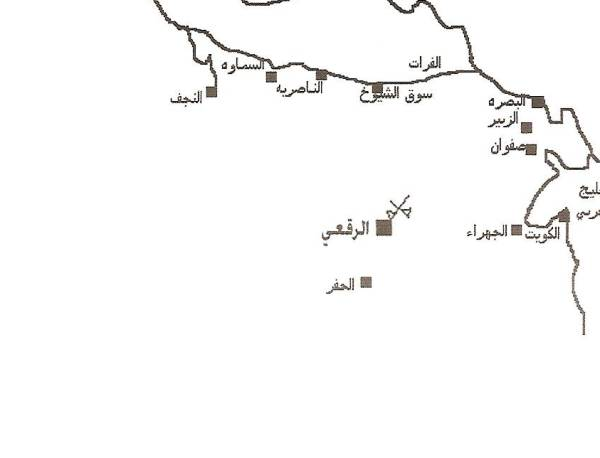
موقع المعركة